# Martin Jacoby

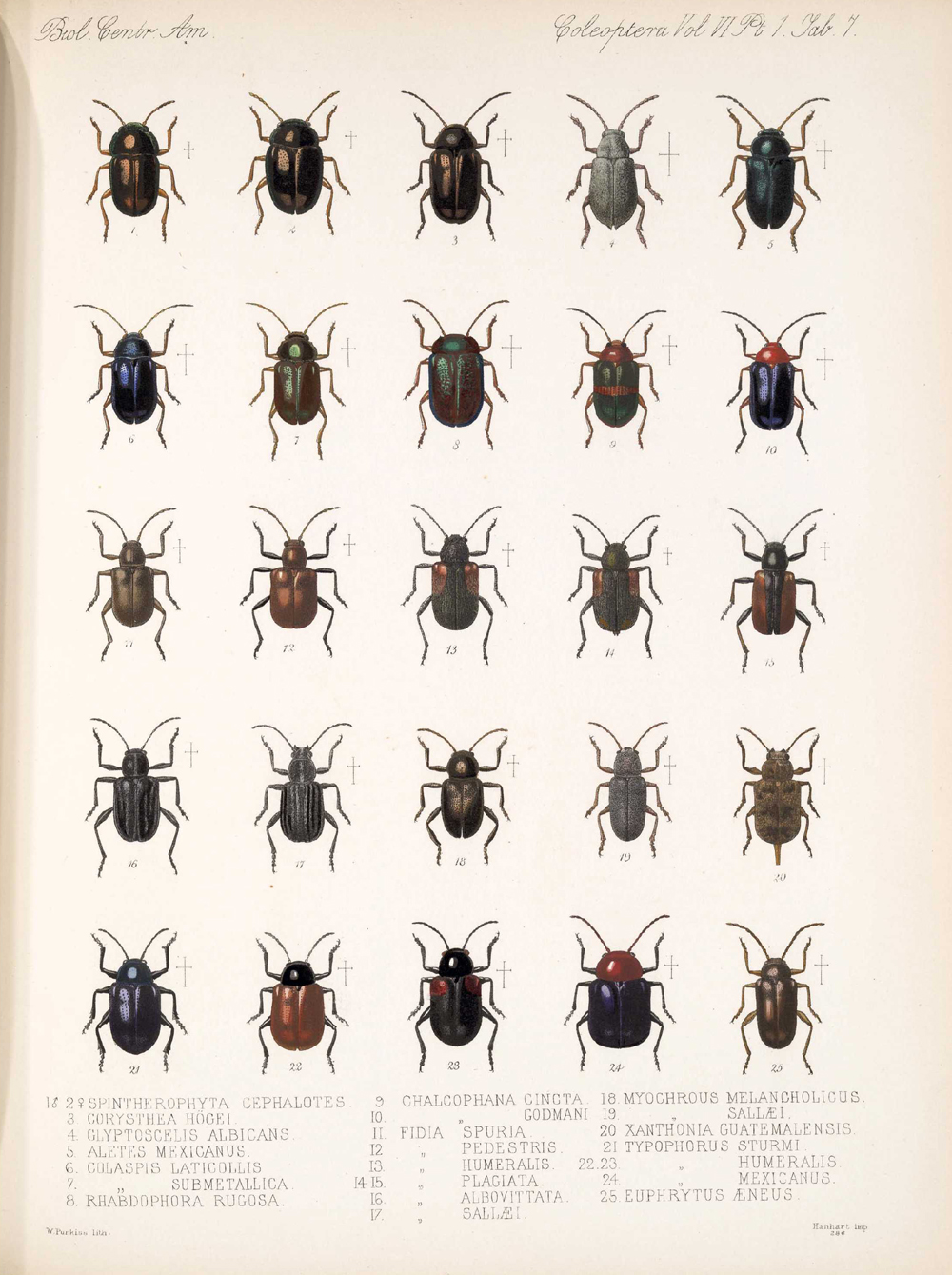
Uit Biologia Centrali-Americana.

Martin Jacoby (Hamburg-Altona, 12 april 1842 - Londen, 24 december 1907) was een Duits muzikant en entomoloog.
Martin Jacoby werd geboren op 12 april 1842 in het district Altona in Hamburg. Hij speelde viool in het orkest van het theater van het Royal Opera House in Londen en later werd hij vioolleraar.  
Op het gebied van de entomologie was Jacoby gespecialiseerd in kevers (Coleoptera), in het bijzonder de groep 
van de bladhaantjes (Chrysomelidae). Jacoby beschreef een groot aantal keversoorten voor het eerst. Hij was lid van de Royal Entomological Society in Londen, tot zijn dood in december 1907.   

## Enkele publicaties
- 1880-1892 Insecta. Coleoptera. Phytophaga deel VI hoofdst. 1 Biologia Centrali-Americana
- 1885-1894 Insecta. Coleoptera. Phytophaga deel VI hoofdst. 2 Biologia Centrali-Americana
- 1899 Descriptions of the new species of phytophagous Coleoptera obtained by Dr. Dohrn in Sumatra, publicatie in Stettiner Entomologische Zeitung.
- 1903. Coleoptera Phytophaga Fam. Sagridae. in: P. Wytsmans Genera Insectorum.
- 1904. met H. Clavareau Coleoptera Phytophaga Fam. Donacidae. in: P. Wytsmans Genera Insectorum.
- 1904. met H. Clavareau Coleoptera Phytophaga Fam. Crioceridae. in: P. Wytsmans Genera Insectorum.
- 1905. met H. Clavareau Coleoptera Phytophaga Fam. Megascelidae. in: P. Wytsmans Genera Insectorum.
- 1905. met H. Clavareau Coleoptera Phytophaga Fam. Megalopidae. in: P. Wytsmans Genera Insectorum.
- 1906. met H. Clavareau Coleoptera Phytophaga Fam. Chrysomelidae Subfam. Clytrinae. in: P. Wytsman's Genera Insectorum.
- 1908 (-1936?) Chrysomelidae Volumes 1-4. The Fauna of British India, Including Ceylon and Burma.

- Gemeinsame Normdatei: 1055297677
- International Standard Name Identifier: 0000 0000 5918 2268
- Library of Congress Control Number: no2009057294
- Nederlandse Thesaurus van Auteursnamen: 161430805
- Système universitaire de documentation: 184407621
- Virtual International Authority File: 86360064
- WorldCat: E39PBJhxkwR7RHd73dK78jPJDq